# Antonio Candela
Pour les articles homonymes, voir Candela (homonymie).
Antonio Candela, né le 27 avril 2000 à La Spezia (Italie), est un footballeur italien   qui évolue au poste d'arrière droit au Real Valladolid, en prêt du Venise FC.

## Biographie

### En sélection
Avec les moins de 17 ans, il participe au championnat d'Europe des moins de 17 ans en 2017. Lors de cette compétition, il joue trois matchs, contre la Croatie, l'Espagne, et la Turquie.
Avec les moins de 19 ans, il participe au championnat d'Europe des moins de 19 ans en 2018. Lors de cette compétition, il joue trois matchs, contre la Finlande et la Norvège en phase de groupe, puis face au Portugal en finale. L'Italie s'incline en finale face aux joueurs portugais, après prolongation.

## Palmarès
- Finaliste du championnat d'Europe des moins de 19 ans en 2018 avec l'équipe d'Italie des moins de 19 ans